# Brain Dead (1990)
Brain Dead ist ein Horrorfilm von Regisseur Adam Simon aus dem Jahr 1990.

## Inhalt
Dr. Rex Martin ist Neurochirurg und wird beauftragt, den ehemaligen Mathematiker John Halsey zu operieren, da er sein Gedächtnis verloren hat und in einer Nervenheilanstalt einsitzt. Sein ehemaliger Arbeitgeber glaubt, dass der Mathematiker alles nur vorgibt, da er einige Geheimnisse seines Unternehmens weiß. Dr. Martin stimmt der Operation zu. Bald kann Rex seinem eigenen Verstand nicht mehr trauen.

## Produktion und Veröffentlichung
Regie führte Adam Simon der auch als Produzent tätig war. Das Drehbuch schrieb Adam Simon nach einem von Charles Beaumont hinterlassenen Drehbuch. Die Produzenten waren Julie Corman und Lynn Whitney. Die Musik komponierte Peter Rotter und für die Kameraführung war Ronn Schmidt verantwortlich. Für den Schnitt verantwortlich war Carol Oblath. Der Film wurde am 19. Januar 1990 veröffentlicht. In Deutschland bekam die ungekürzte Fassung vom Film eine Altersfreigabe von „ab 16 Jahren“.

## Synchronisation
| Figur               | Schauspieler   | Deutscher Synchronsprecher |
| ------------------- | -------------- | -------------------------- |
| Dr. Rex Martin      | Bill Pullman   | Sascha Rotermund           |
| Jim Reston          | Bill Paxton    | Lennardt Krüger            |
| Ramsen / Ed Conklin | Nicholas Pryor | Hans Bayer                 |
| Vance               | George Kennedy | Thomas Wolff               |

Das Synchronbuch stammt von Michael Krowas, der auch die Synchronregie geführt hat.

## Rezeption
- Lexikon des internationalen Films: „Billig produzierter Horrorfilm, der sich im Wesentlichen auf eine Aneinanderreihung skurriler Halluzinationssequenzen beschränkt.“[4]